# Німецьке питання
Німецьке питання (нім. Deutsche Frage або нім. Deutschlandfrage) — позначення проблеми єдності німецької нації. Питання пов'язане з визначенням кордонів та території Німеччини. Після возз'єднання Німеччини в 1990 році німецьке питання вважають розв'язаним, особливо з огляду на те, що Німеччина є членом Організації Об'єднаних Націй та Європейського Союзу[джерело?].